# Majdan Stuleński
Majdan Stuleński – wieś w Polsce położona w województwie lubelskim, w powiecie włodawskim, w gminie Wola Uhruska.
Majdan Stuleński powstał w 1889 r. w wyniku wydzielenia gruntów skarbu państwa z majątku Stulno. Areał o powierzchni 775 mórg i 274 prętów nabył Lejba Osman, który w 1898 r. sprzedał go Janowi Teodorowi Świeckiemu. W majątku znajdował się drewniany dwór, park o powierzchni 3 ha, gorzelnia oraz zabudowania gospodarcze i czworakami. Do dziś pozostał jedynie park, w którym zachowało się kilka jesionów wyniosłych posiadających status pomnika przyrody oraz czworaki. W 1926 r. z majątku wydzielono kolonię Majdan Stuleński o powierzchni 153 ha, które zostały rozparcelowane. Ostatnim właścicielem był Władysław Świecki który miał w posiadaniu 277,73 ha. Po wojnie majątek został upaństwowiony. Od 1945 roku we wsi funkcjonował przystanek PKP, który zlikwidowano w 1950 r. W latach 50. XX wieku drewniany dwór został rozebrany.
W 1946 r. wieś zamieszkiwało 46 osób, natomiast w 1966 r. odnotowano 155 mieszkańców. W 2010 r. Majdan Stuleński zamieszkiwało 76 osób w 26 gospodarstwach domowych.
W latach 1975–1998 miejscowość administracyjnie należała do województwa chełmskiego.
Wieś jest sołectwem w gminie Wola Uhruska. Według Narodowego Spisu Powszechnego z roku 2011 wieś liczyła 63 mieszkańców.
Obecnie we wsi znajduje się ośrodek rekreacyjno-szkoleniowo-wypoczynkowy "Dwór nad Bugiem", który swą architekturą nawiązuje do tradycyjnego dworu szlacheckiego. W 2015 roku w Majdanie Stuleńskim otwarto przystanek kolejowy.
Wierni Kościoła rzymskokatolickiego należą do parafii Ducha Świętego w Woli Uhruskiej.